# 시리아-이집트 관계
시리아-이집트 관계(아랍어: العلاقات السورية المصرية)는 시리아와 이집트의 양자 관계를 의미한다. 양국은 아랍 연합 공화국과 아랍 공화국 연방 등 하나의 국가였던 적이 있을 정도로 정치 및 문화적으로 가까운 관계를 맺고 있다.

## 역사
지리적으로 나일강 삼각주와 시나이반도, 그리고 레반트는 가까웠고, 인종과 문화 측면에서 동질성을 보유해왔다. 고대 이집트는 시리아 지역을 다스렸고, 나중에 두 지역 모두 로마 제국의 속주가 되었다. 이후 아라비아 반도와 북아프리카 지역이 이슬람화되는 가운데, 우마이야 왕조가 시리아 다마스쿠스에 수도를 두고 이집트 지방을 통치했다. 13~14세기에는 아이유브 술탄국의 일원으로 살라딘 아래 십자군 국가와 대립했다. 맘루크 왕조 시기에는 아인잘루트 전투를 통해 몽골 제국 장수 키트부카를 패배시키며, 레바논과 시리아 일대로부터 몽골군을 몰아냈다. 오스만 제국 등장 이후 두 나라는 다른 속주로 존재했다.

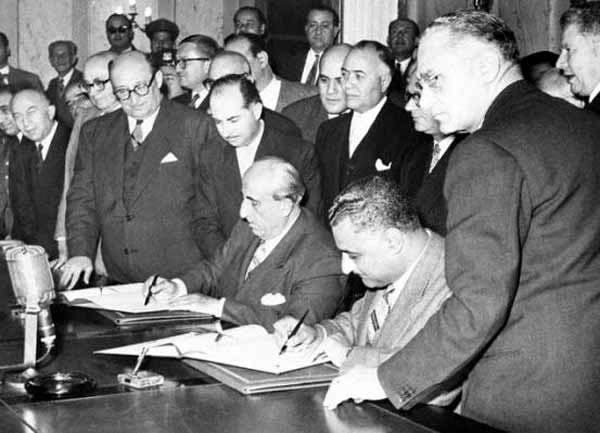
아랍 연합 공화국 안에 서명하는 나세르와 알쿠와틀리

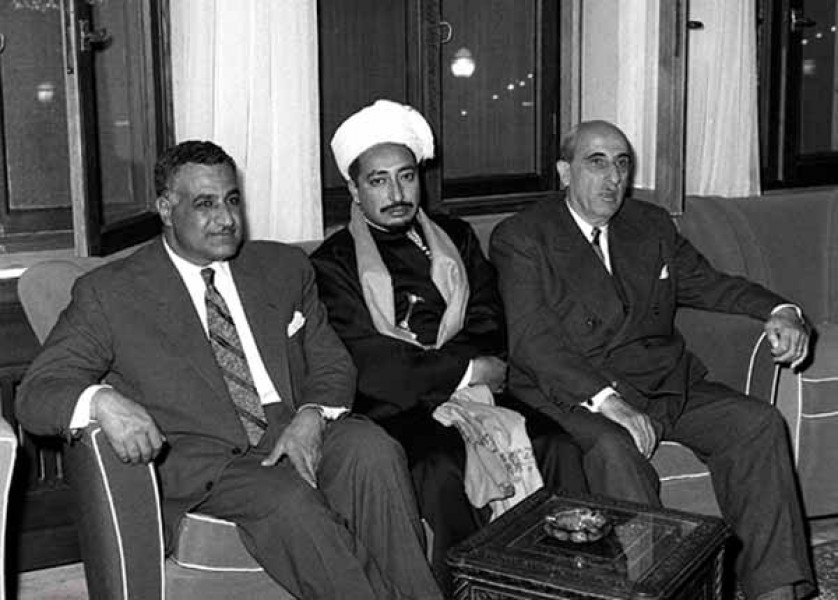
아랍 합중국 결성을 축하하는 나세르, 무함마드 알 바드르, 알쿠와틀리

제1차 세계 대전 이후 이집트 속주는 이집트 케디브국을 거쳐 영국의 보호령인 이집트 술탄국이 되었고, 시리아는 프랑스의 위임통치를 받았다. 시리아가 프랑스로부터 1946년에 독립하고, 아랍-이스라엘 분쟁이 발생하며, 두 나라 모두 이스라엘과 전쟁을 하였다. 그후 이집트 왕국이 1952년 이집트 혁명으로 이집트 공화국이 바뀌고, 1958년 2월 22일, 가말 압델 나세르가 슈크리 알쿠와틀리와 함께 아랍 연합 공화국으로 두 나라를 하나로 연합하는데 합의한다. 1958년 3월 8일, 북예멘까지 합류하여 아랍 합중국이 창설된다.

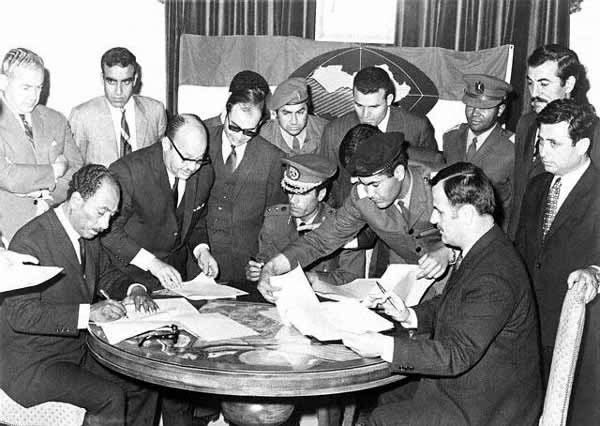
아랍 공화국 연방 안에 서명하는 사다트, 카다피, 알아사드

1971년에는, 리비아가 제안한 아랍 공화국 연방에 이집트와 시리아 모두 찬성하였다.
시리아에서 바트당이 쿠데타를 일으키고, 하페즈 알아사드와 바샤르 알아사드가 통치하던 중에도 두 나라는 비교적으로 가까운 관계를 유지했다. 하페즈가 죽고 바샤르가 집권한 이후에도 좋은 관계를 이어나갔다. 특히 이집트는 시리아 반군 세력들과 완만한 관계를 유지하며, 대화의 장을 열어두고 있었다. 2011년부터 시작된 시리아 내전 중, 시리아 내전의 난민을 이집트가 수용하였다. 그러다 2025년 바샤르 알아사드가 러시아로 망명하고, 시리아 과도정부가 등장하고 아흐마드 알샤라가 임시 대통령으로 선출된 후, 이집트는 관계 정상화의 뜻을 밝혔다.

### 반 이스라엘 전선
두 나라는 1948년 아랍-이스라엘 전쟁, 제3차 중동 전쟁, 욤키푸르 전쟁까지 동맹으로 이스라엘에 대항했다. 그러나 이집트는 욤키푸르 전쟁 이후 노선을 변경하여 이스라엘과 캠프 데이비드 협정을 맺었다. 당시 시리아의 대통령 하페즈 알아사드는 사다트를 비판하였고, 시리아 내부에서도 캠프 데이비드 협정에 대한 시위가 벌어졌다. 그러나 시리아는 이집트와 달리 이스라엘과 화해하지 않고, 오늘날까지 대립하고 있다.

### 아랍 연합 공화국
1958년에 두 나라는 아랍 연합 공화국이라는 국호 아래 한 국가가 되었으나, 1961년에 탈퇴하였다.

## 같이 보기
- 범아랍주의
- 아랍 연합 공화국
- 아랍 공화국 연방
- 아랍 합중국